# Parafia św. Mikołaja w Targoszycach
Parafia Świętego Mikołaja w Targoszycach – rzymskokatolicka parafia, położona w dekanacie siewierskim, diecezji sosnowieckiej, metropolii częstochowskiej w Polsce. Utworzona w XII wieku.